# Silberner Fußballschuh 1972

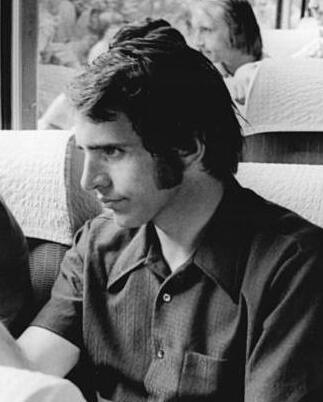
Jürgen Croy, 1974

Mit dem Silbernen Fußballschuh 1972 wurde zum zehnten Mal der DDR-Fußballer des Jahres ausgezeichnet. Die Redaktion der Zeitschrift Die neue Fußballwoche hatte eine Umfrage zur Wahl des besten Spielers der Saison 1971/72 durchgeführt, an der sich insgesamt 48 Sportredaktionen der DDR beteiligten, die auf Tippscheinen die sechs besten Fußballer mit Punkten (zehn Punkte für den Favoriten, für die weiteren Plätze absteigend sieben, fünf, drei, zwei und einen Punkt) bewertet hatten. Die höchste Gesamtpunktzahl erreichte Jürgen Croy, dem am Mittwoch, den 5. Juli 1972 in Spremberg vor dem Testspiel der DDR-Nationalmannschaft gegen Union Teplice der silberne Fußballschuh als Fußballer des Jahres vom Fuwo-Chefredakteur Klaus Schlegel überreicht wurde.

## Ergebnis
| Rang | Name                 | Mannschaft               | Punkte |
| ---- | -------------------- | ------------------------ | ------ |
| 01.  | Jürgen Croy          | BSG Sachsenring Zwickau  | 465    |
| 02.  | Harald Irmscher      | FC Carl Zeiss Jena       | 187    |
| 03.  | Manfred Zapf         | 1. FC Magdeburg          | 125    |
| 04.  | Ralf Schulenberg     | Berliner FC Dynamo       | 113    |
| 05.  | Hans-Jürgen Kreische | SG Dynamo Dresden        | 076    |
| 06.  | Bernd Bransch        | Hallescher FC Chemie     | 065    |
| 07.  | Manfred Geisler      | 1. FC Lokomotive Leipzig | 059    |
| 08.  | Peter Ducke          | FC Carl Zeiss Jena       | 048    |
| 09.  | Alois Glaubitz       | BSG Sachsenring Zwickau  | 040    |
| 10.  | Klaus Urbanczyk      | Hallescher FC Chemie     | 033    |
| 11.  | Jürgen Sparwasser    | 1. FC Magdeburg          | 031    |
| 12.  | Eberhard Vogel       | FC Carl Zeiss Jena       | 021    |
| 13.  | Hans-Jürgen Dörner   | SG Dynamo Dresden        | 020    |
| 14.  | Jochen Carow         | Berliner FC Dynamo       | 016    |
| 15.  | Joachim Streich      | F.C. Hansa Rostock       | 012    |
| 16.  | Reinhard Häfner      | SG Dynamo Dresden        | 008    |
| 17.  | Jürgen Pommerenke    | 1. FC Magdeburg          | 007    |
| 18.  | Gerd Kische          | F.C. Hansa Rostock       | 005    |
| 19.  | Wolfgang Abraham     | 1. FC Magdeburg          | 004    |
| 20.  | Klaus Sammer         | SG Dynamo Dresden        | 003    |
| 21.  | Wolf-Rüdiger Netz    | Berliner FC Dynamo       | 002    |
| 22.  | Johann Ehl           | BSG Stahl Riesa          | 001    |
| 22.  | Wolfgang Seguin      | 1. FC Magdeburg          | 001    |

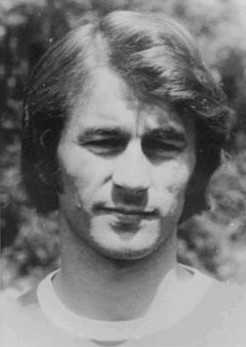
Harald Irmscher, 1974
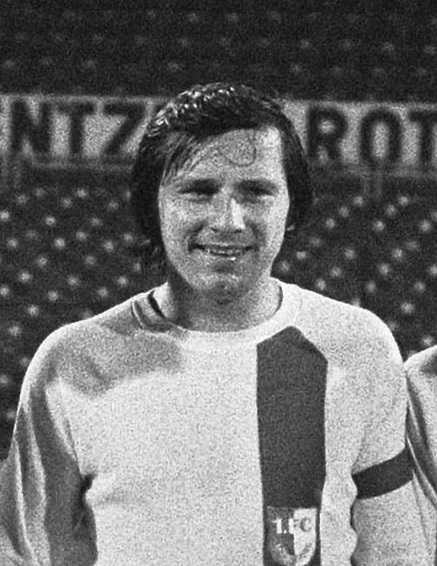
Manfred Zapf, 1973
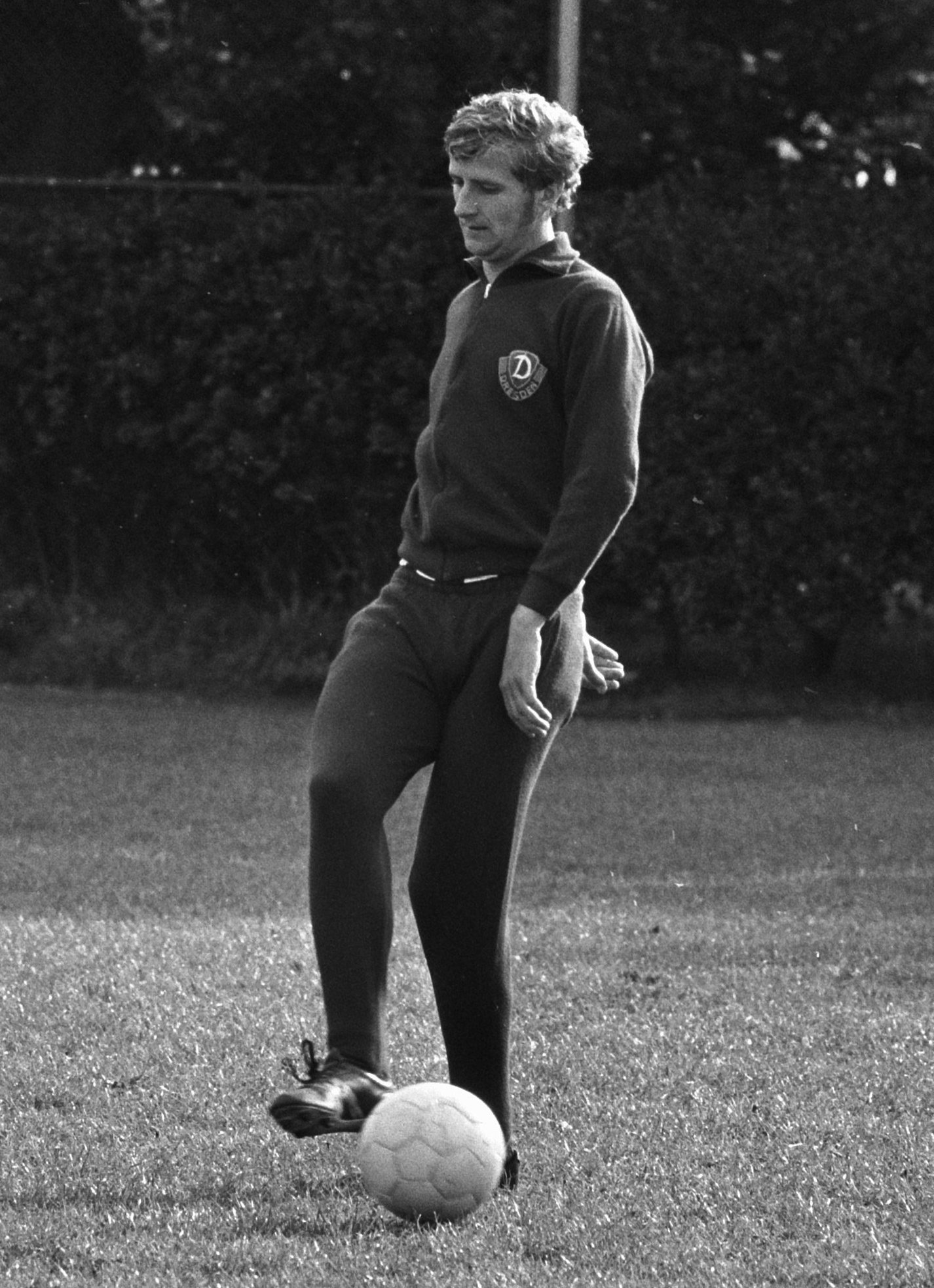
Hans-Jürgen Kreische, 1971
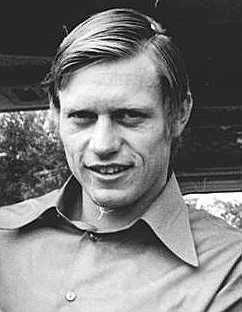
Bernd Bransch, 1974
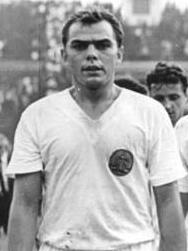
Manfred Geisler, 1966
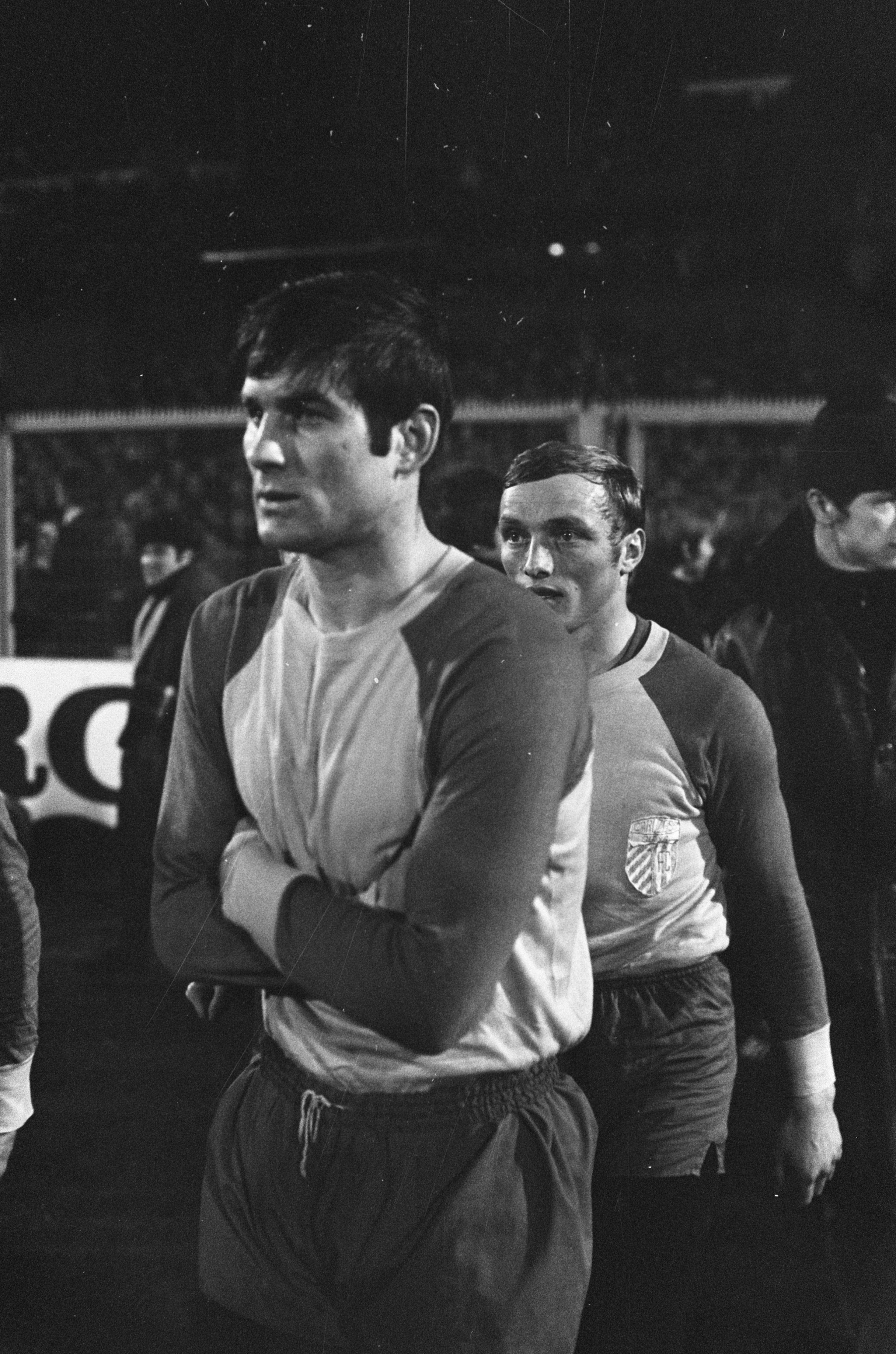
Peter Ducke, 1970
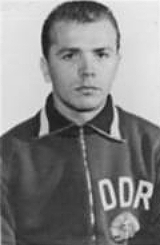
Klaus Urbanczyk, 1964